# Коряковский, Иван Сергеевич
Иван Сергеевич Коряковский  (5 [18] октября 1912, дер. Коряково, Вологодская губерния — 22 сентября 1973, Вологодская область) — командир миномётной роты 429-го стрелкового полка 52-й стрелковой дивизии 57-й армии 3-го Украинского фронта; Герой Советского Союза (1944); лейтенант.

## Биография
Родился в 1912 году в деревне Коряково (ныне — в Кичменгско-Городецком районе Вологодской области) в крестьянской семье. Работал в колхозе.
В 1934 году призван в Красную Армию, где служил в авиадесантных войсках. Участник Финской войны 1939—1940 годов.
С июня 1941 года на фронтах Великой Отечественной войны. После тяжёлого ранения в июле 1942 года вернулся в действующую армию. В качестве помощника командира миномётного взвода воевал на Центральном, Степном и 3-м Украинском фронтах. Награждён медалью «За отвагу» в августе 1942 года за бои подо Ржевом. Орден Красной Звезды был вручён за участие в боях за Харьков. В ходе Ясско-Кишиневской операции рота Коряковского в ночь на 13 апреля 1944 года форсировала Днестр в районе села Бычок Григориопольского района Молдавии. Начав обстрел из миномётов позиций врага, удержали плацдарм, отбив 14 атак противника и уничтожив при этом 9 пулемётов, 3 миномёта и 36 солдат и офицеров.
Указом Президиума Верховного Совета СССР от 13 сентября 1944 года за образцовое выполнение боевых заданий командования на фронте борьбы с немецко-фашистским захватчиками и проявленные при этом мужество и героизм лейтенанту Коряковскому Ивану Сергеевичу присвоено звание Героя Советского Союза с вручением ордена Ленина и медали «Золотая Звезда» (№ 3425).
В 1946 году в звании старшего лейтенанта уволен в запас. Вернувшись на родину, с того же года работал председателем колхоза, с 1959 года — начальником производственного участка колхоза. В 1962 году вышел на пенсию.
Умер 22 сентября 1973 года. Похоронен в Кичменгском Городке.

## Награды
- Медаль «Золотая Звезда»,
- орден Ленина,
- 2 ордена Красной Звезды,
- медаль «За отвагу».

## Память
- Бюст И. С. Коряковского установлен в сквере села Кичменгский Городок Вологодской области.
- Имя героя присвоено Захаровской восьмилетней школе.